# 维默地区利涅尔
维默地区利涅尔（法語：Lignières-en-Vimeu，法語發音：[liɲɛʁ ɑ̃ vimø]），或纯音译作利涅尔昂维默，是法国上法蘭西大區索姆省的一个市镇，属于亚眠区。

## 地理
维默地区利涅尔（49°54'35"N, 1°44'14"E）面积3.29 平方千米，位于法国上法蘭西大區索姆省，该省份为法国北部沿海省份，北起加来海峡省和北部省，西接滨海塞纳省和大西洋英吉利海峡，南至瓦兹省，东临埃纳省。
与维默地区利涅尔接壤的市镇（或旧市镇、城区）包括：昂丹维尔、欧马特尔、贝尔梅尼勒、富科库尔奥尔内勒、穆夫利耶尔、瑟纳尔蓬。
维默地区利涅尔的时区为UTC+01:00、UTC+02:00（夏令时）。

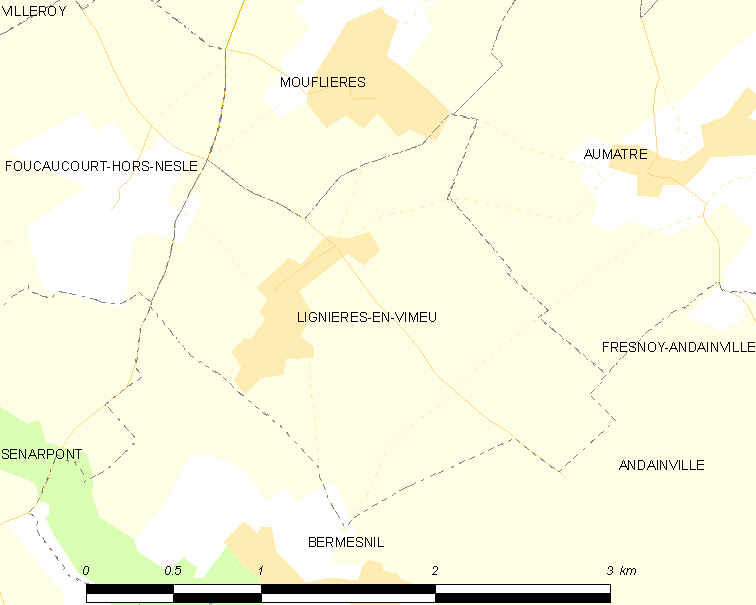
维默地区利涅尔的OSM定位图

## 行政
维默地区利涅尔的邮政编码为80140，INSEE市镇编码为80480。

## 政治
维默地区利涅尔所属的省级选区为皮卡第地区普瓦县。

## 人口

1962-2008年间维默地区利涅尔人口变化图示

维默地区利涅尔于2022年1月1日时的人口数量为112人。